# Chichi-jima
Chichi-jima (jap. 父島, deutsch „Vaterinsel“), historisch Peelsinsel (engl. Peel Island), ist eine bergige, zerklüftete Insel und gehört zur Inselgruppe Ogasawara-guntō (Bonininseln). Sie liegt etwa 1000 Kilometer südlich der japanischen Hauptinsel Honshū.

## Geographie
Die Insel hat eine Fläche von 23,45 km²,
sowie rund 2400 Einwohner. Das Rathaus der Gemeinde Ogasawara und damit die Verwaltung der Inselgruppe befindet sich im Ort Nishimachi (frühere Gemeinde Omura, bis 1940 eine selbständige Gemeinde) auf Chichi-jima. Das Siedlungszentrum liegt am Haupthafen Futami-kō im Westen der Insel, ein natürliches Hafenbecken, das frühere Port Lloyd. Höchste Erhebung ist der Chūō-zan (中央山) mit 318 m.

## Geschichte
Am 16. Juni 1853 wurde Chichi-jima von Commodore Matthew Perry auf seinem Weg nach Shanghai für die Vereinigten Staaten von Amerika in Besitz genommen. Perry setzte den 58-jährigen Siedler Nathaniel Savory, der die Insel 23 Jahre zuvor besiedelt hatte, als Gouverneur ein. Dieser versorgte mit seinen noch verbliebenen 39 Siedlern Walfänger auf der Durchreise mit frischen Lebensmitteln, Fleisch und vor allem Wasser. Am 17. Januar 1862 nahm das japanische Kaiserreich die Insel unblutig in Besitz.
Im Zweiten Weltkrieg bauten die Japaner die Insel zur wichtigsten Kommunikationsstelle ihrer Marine im Pazifik aus. Die Insel wurde ab Januar 1944 von 25.000 japanischen Soldaten (zum Vergleich: Iwo Jima 22.000) gegen die Amerikaner verteidigt. Sie wurde lediglich aus der Luft (Flyboys) angegriffen und nach Kriegsende an die US-amerikanische Marine übergeben. Die Rückgabe an Japan erfolgte 1968.

## Kannibalismus
→ Hauptartikel: Chichi-jima-Vorfall
Neun amerikanische Soldaten wurden über der Insel im September 1944 abgeschossen und acht davon gefangen genommen. Nachdem diese in Kriegsgefangenschaft gerieten, gefoltert und hingericht worden waren, aß man Körperteile von vier von ihnen. Nur der zukünftige US-Präsident George H. W. Bush überlebte, indem er von einem amerikanischen U-Boot aufgenommen wurde.

## Naturschutz
Die Insel Chichi-jima ist Heimat einer kleinen Population der Suppenschildkröte, die unter strengem Schutz steht.

## Tourismus
Von Zeit zu Zeit laufen Kreuzfahrtschiffe die Insel an.